# Куенон (река)
Куенон (фр. Couesnon) је река у Француској. Дуга је 101 km. Улива се у Ламанш. 